# Obernheim

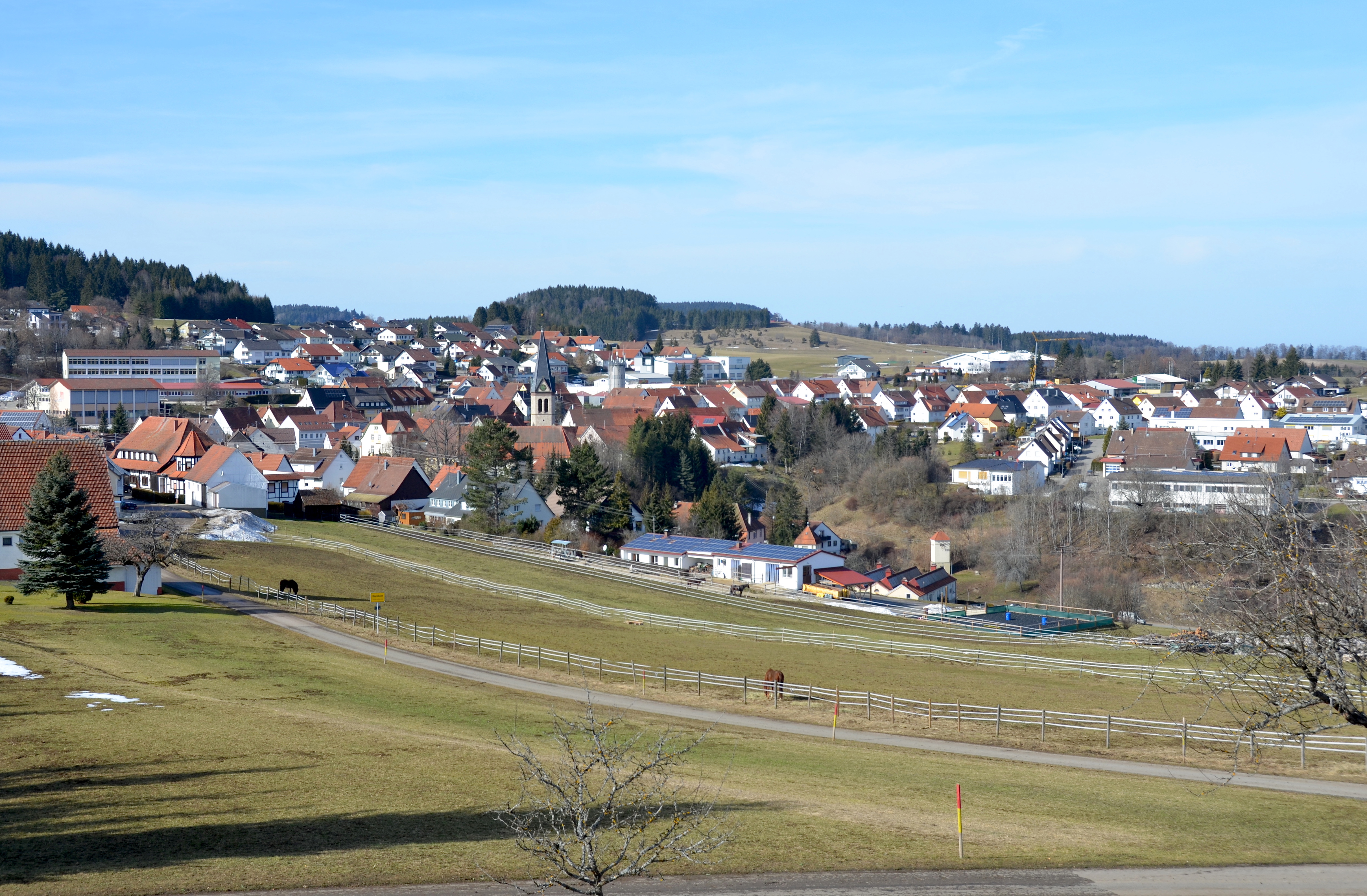
Blick über Obernheim Richtung Nordwest

Obernheim ist eine Gemeinde im Zollernalbkreis in Baden-Württemberg (Deutschland).
Obernheim wird von Einheimischen häufig nur Oberna, seltener auch Obernen, Oberhain oder Oberhan genannt.

## Geographie

### Geographische Lage
Obernheim liegt auf dem Großen Heuberg, dem südwestlichsten Teil der Schwäbischen Alb im Naturpark Obere Donau. Der Ort wurde ursprünglich in einem Trockental angelegt, hat sich aber über den Talrand hinaus ausgebreitet und liegt zwischen 777 und 988 m ü. NHN. Der Ortskern liegt bei etwa 900 m ü. NHN.

### Nachbargemeinden
Obernheim grenzt im Uhrzeigersinn von Norden beginnend an die Gemeinden Ratshausen, Hausen am Tann, Meßstetten mit den Stadtteilen Tieringen, Oberdigisheim und Unterdigisheim, Nusplingen, Reichenbach am Heuberg, Wehingen und Deilingen. Letztere drei liegen im Landkreis Tuttlingen.

### Gemeindegliederung
Zur Gemeinde Obernheim gehören das Dorf Obernheim mit abgegangener Burg Obernheim, der Weiler Tanneck und das Haus Ziegelhütte.

### Ausdehnung des Gemeindegebiets
Die Entfernung zwischen dem nördlichsten Punkt beim Rappenstein und dem südlichsten Punkt an der Gemarkungsgrenze zwischen Reichenbach und Nusplingen beträgt etwa 5,8 km. Zwischen dem westlichsten Punkt am Ortenberg und dem östlichsten Punkt im Gewann Wanne an der Bergkante zum Tal der Unteren Bära bei Nusplingen liegen etwa 6,8 km. Die Gesamtfläche beträgt 15,01 km2.
Vom nördlichsten Punkt beim Rappenstein führt die Gemarkungsgrenze südwestwärts bis zum westlichsten Punkt beim Ortenberg. Von dort verläuft sie in südlicher Richtung entlang eines Bergkamms bis oberhalb des Wehinger Ortsteils Harras und ab dem Gewann Oberer Heimbuch südöstlich bis zum südlichsten Punkt im Gewann Bubenbühl zwischen Reichenbach und Nusplingen. Der Verlauf setzt sich nun nordöstlich oberhalb Nusplingens fort und schwenkt an der Grenze zwischen Obernheim, Nusplingen und den beiden Meßstetter Stadtteilen Unterdigisheim und Oberdigisheim in nordwestlicher Richtung fort. Dabei wird die meist auf Bergkämmen verlaufende Gemarkungsgrenze durch das Tal zwischen Obernheim und Oberdigisheim sowie das Eschental durchschnitten.

### Schutzgebiete

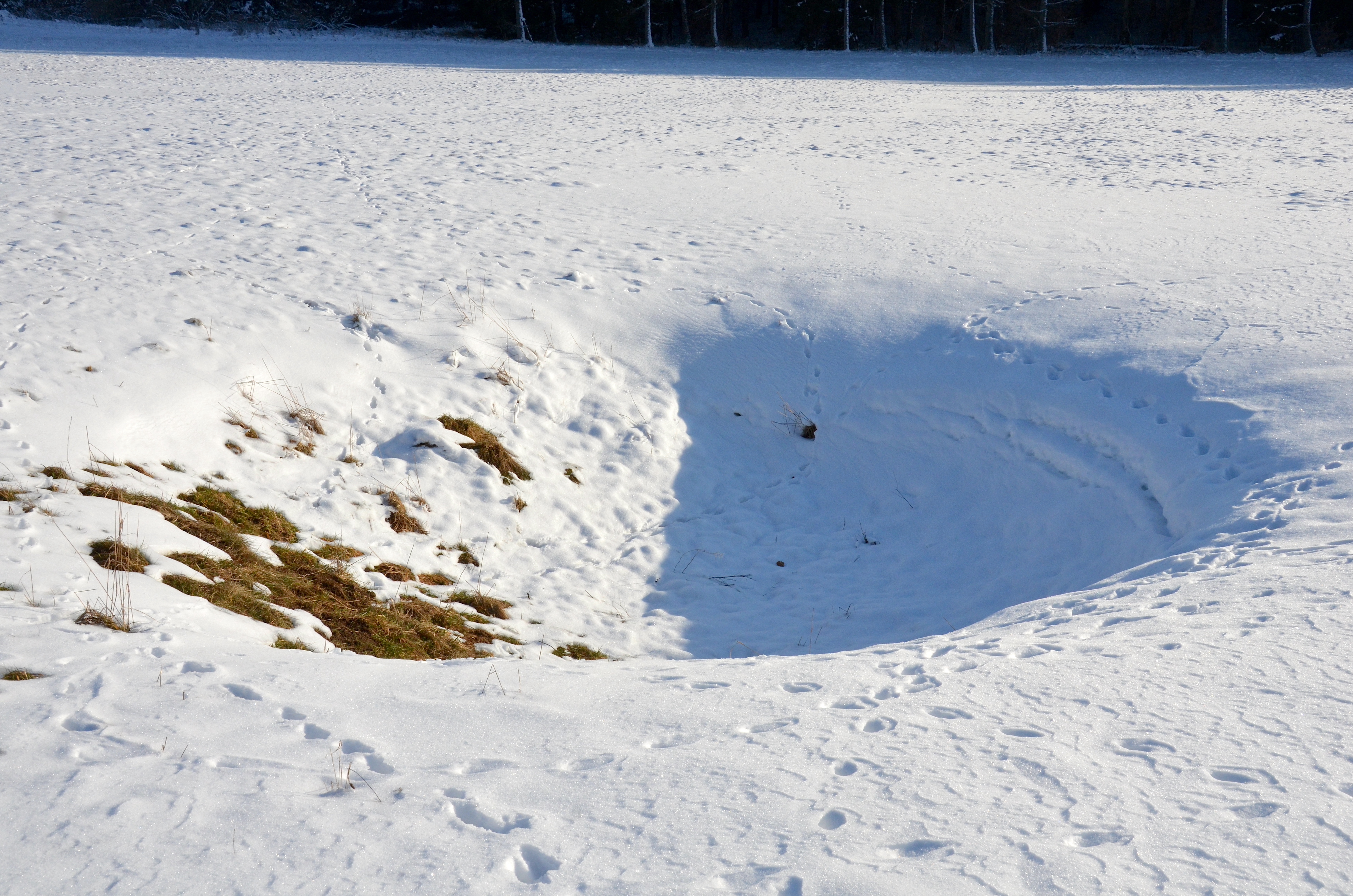
Doline östlich von Obernheim

Im Norden der Gemeinde liegt das Naturschutzgebiet Stromelsberg-Hessenbühl. Der Rest der Gemarkung gehört, abgesehen vom besiedelten Bereich zum Landschaftsschutzgebiet Großer Heuberg. Die Gemeinde hat zudem Anteile am FFH-Gebiet Östlicher Großer Heuberg und am Vogelschutzgebiet Südwestalb und Oberes Donautal. Obernheim liegt im Naturpark Obere Donau.

## Geschichte

### Vorgeschichte
An verschiedenen Punkten wurden Siedlungsreste aus der Urnenfelderzeit (1200–800 v. Chr.), der Hallstattzeit (800–500 v. Chr.) und der Latènezeit (500 v. Chr. – 100 n. Chr.) entdeckt. Beim Bau einer Halle im heutigen Ortskern wurden im Jahre 1938 Scherben und eine Schüssel ebenfalls aus der Hallstattzeit gefunden.
Auf dem auch später mehrfach besiedelten Burgbühl wurden verschiedene Gegenstände aufgefunden: Feuersteingeräte aus der Mittelsteinzeit (12000–4000 v. Chr.) und der Jungsteinzeit (4000–1800 v. Chr.) sowie zahlreiche Scherben aus der Urnenfeldzeit und der Hallstattzeit.
Der Burgbühl spielt auch eine wichtige Rolle in den Anfängen der Besiedlung von Obernheim. Um 1050 wurden in der Region zahlreiche Burgen erbaut, u. a. auch auf dem Burgbühl. Die Burggräben in Richtung Harras sind heute noch eindeutig sichtbar.

### Mittelalter und Neuzeit
Der älteste Nachweis reicht in das Jahr 1140 zurück. Gozbertus de Obernheim, freien Standes (also hochadelig), unterzeichnet neben Burkard von Lautlingen als Zeuge in Schwenningen bei Villingen für das Kloster Gengenbach. Danach konnte sich Obernheim aufgrund der schwierigen Bedingungen beim Ackerbau erst spät zum Dorf entwickeln.
Obernheim gehörte stets zur selben Herrschaft wie das benachbarte Nusplingen, war also Teil der Grafschaft Hohenberg, deren Residenz sich nur wenige Kilometer entfernten auf dem Oberhohenberg bei Deilingen befand. Seit 1381 gehörte die Grafschaft Hohenberg zu Vorderösterreich.
Um 1285 – zur Zeit der Stadterhebung von Nusplingen – war Obernheim der „zu oberst“ gelegene Ort von acht -heim-Orten rings um die neue Stadt: Oberdigisheim, Unterdigisheim, Obernheim, Bubsheim, Egesheim, Königsheim, Ensisheim und Hartheim.
Wie Nusplingen war Obernheim Teil der Herrschaft Kallenberg und wechselte häufig den Besitz. Von 1401 bis 1695 war die Herrschaft Kallenberg im Pfandbesitz des Hauses Waldburg aus der Linie Trauchburg.
Im Jahr 1580 hatte Obernheim 200 Einwohner. 1630 zwischen 350 und 400, 1701 etwa 450 und 1757 genau 514 Einwohner.
1702 erhielten die Freiherren von Ulm die Herrschaft Kallenberg als Pfand und waren seit 1722 mit derselben Herrschaft belehnt.

### Württembergische Zeit
Im Zuge der Mediatisierung gelangte Obernheim 1805 an Württemberg. Bei der Umsetzung der neuen Verwaltungsgliederung im 1806 gegründeten Königreich Württemberg wurde Obernheim 1810 schließlich dem Oberamt Spaichingen zugeordnet.
Zu Obernheim gehört der zwei Kilometer entfernte Weiler Tanneck mit rund 25 Häusern, erbaut 1817–1840, und der Wendelinus-Kapelle, 1848 erbaut. In Richtung Nusplingen, ein Kilometer von Obernheim entfernt, steht noch das 1841 errichtete Wohnhaus mit Scheuer und Stall der 1836 erbauten Ziegelhütte, an der Stelle „wo schon vor Zeiten eine Ziegelhütte gestanden ist“. Auf der anderen Straßenseite befindet sich die heute eingeebnete Lehmgrube.
1885 verzeichnete Obernheim mit 1.051 Einwohnern erstmals über 1.000 Einwohner.
1887 wurde Obernheim an die Heubergwasserversorgungsgruppe, seit 1914 ist Obernheim an das Stromnetz angeschlossen.

### 20. und 21. Jahrhundert
Bis zur Auflösung der württembergischen Oberämter zum 1. Oktober 1938 gehörte Obernheim zum Oberamt Spaichingen. 1938 gelangte der Ort bei der Gebietsreform während der NS-Zeit zum Landkreis Balingen.
Nach Ende des Zweiten Weltkriegs 1945 wurde die Gemeinde Teil der Französischen Besatzungszone und kam somit zum Nachkriegsland Württemberg-Hohenzollern, welches 1952 im Land Baden-Württemberg aufging.
Zwischen 1950 (1.180 Einwohner) und dem Jahr 2000 (1.507 Einwohner) wuchs die Einwohnerzahl nochmals deutlich.
Am 23. Juli 1971 stürzte gegen 9.12 Uhr ein Lockheed F-104 Starfighter der Royal Canadian Air Force über Obernheim ab. Im Umkreis von mehreren Kilometern fanden sich brennende Wrackteile. Der Pilot verließ den Starfighter bei Gosheim per Schleudersitz. Der führerlose Jet überflog Obernheim in nur wenigen Metern Höhe, kollidierte mit einer Stromleitung und stürzte östlich von Obernheim unweit des Scheibenbühls auf offenem Feld ab.
Nach der Kreisreform 1973 wurde der Landkreis Balingen aufgelöst. Seither ist Obernheim mit dem Stichtag 1. Januar 1973 Bestandteil des Zollernalbkreises.

## Demographie
Einwohnerentwicklung:
| Jahr | Einwohner |
| ---- | --------- |
| 1990 | 1.529     |
| 2001 | 1.547     |
| 2011 | 1.450     |
| 2021 | 1.505     |

## Religion

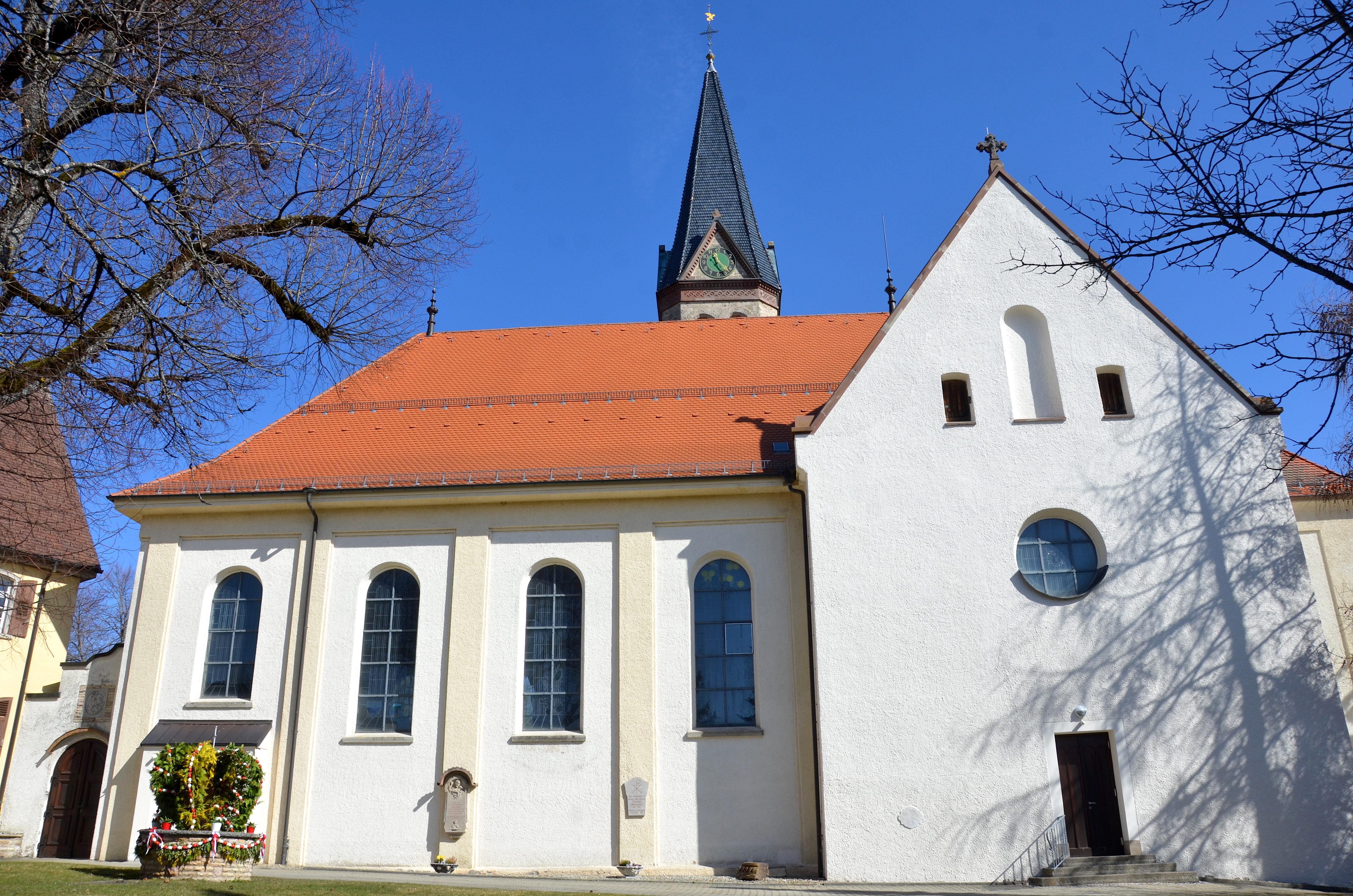
Pfarrkirche St. Afra

Obernheim ist durch die Zugehörigkeit zur Grafschaft Hohenberg und somit zu Vorderösterreich katholisch geprägt. Im Jahre 1437 wurde die „1. Kaplanei zum Altar der Jungfrau Maria in der Filialkapelle zu Oberhan, der Mutterkirche Nusplingen“ erstmals erwähnt. 1472 wurde ein zweiter Altar „zur heiligen Dreifaltigkeit in der Kapelle der Jungfrau Maria“ geweiht. Erst 1507 erfolgte die Löslösung aus der Pfarrei Nusplingen und die selbstständige Pfarrei St. Afra errichtet. Sie gehört heute zur Seelsorgeeinheit Heuberg im Dekanat Balingen.

### Kirchengebäude und Kapellen
- Katholische Pfarrkirche St. Afra, erbaut 1752/1753 von Johann Caspar Bagnato, 1923/1924 erweitert
- Bubenbühlkapelle beim heutigen Sportplatz Auf der Blah, erbaut 1847
- Pilgerhäusle an der heutigen Hauptstraße, erbaut um 1540
- St. Wendelinus-Kapelle im Weiler Tanneck, erbaut 1848
- St. Wolfgangs-Kapelle auf dem Scheibenbühl, erbaut 1869

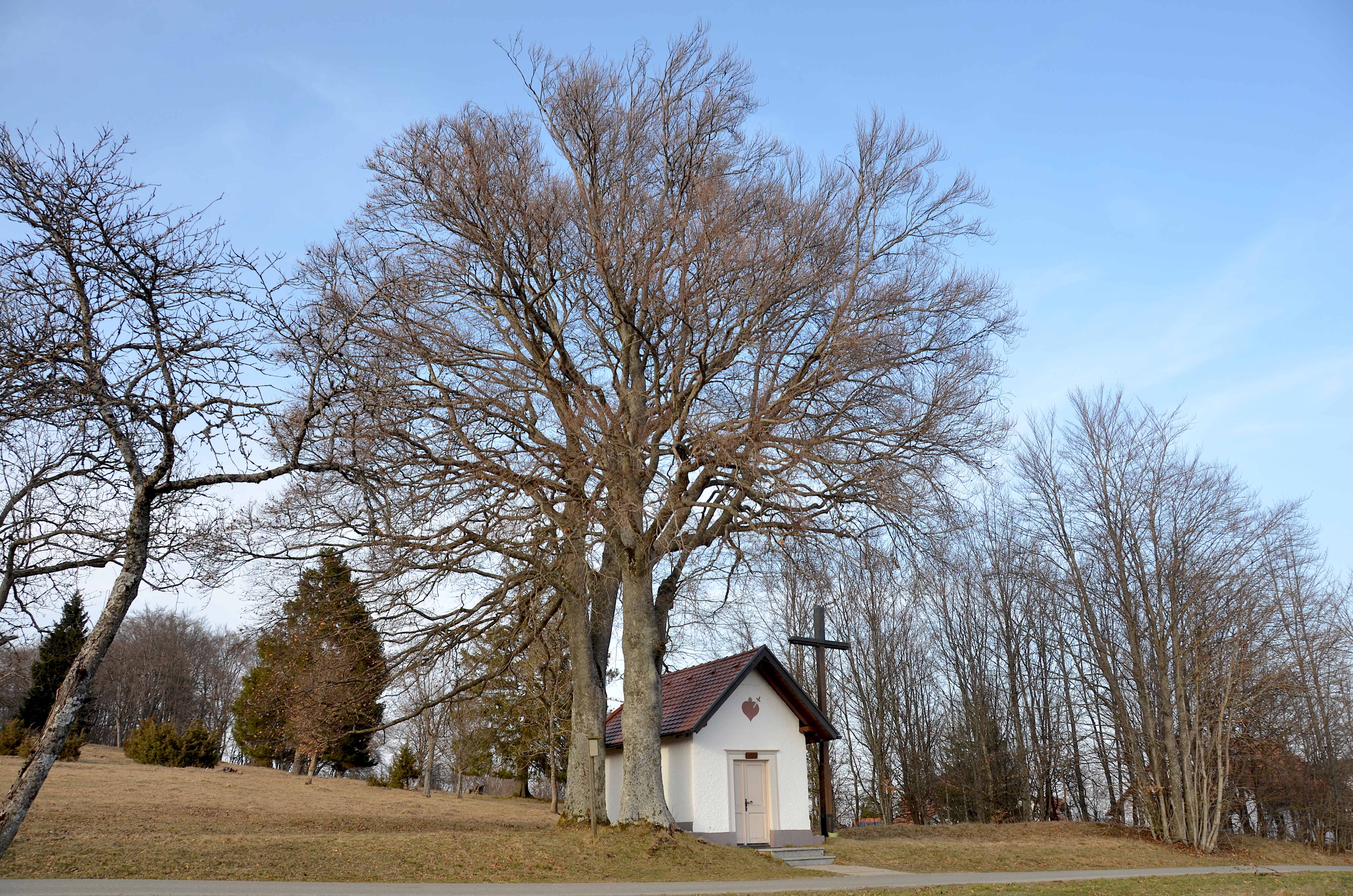
Bubenkapelle
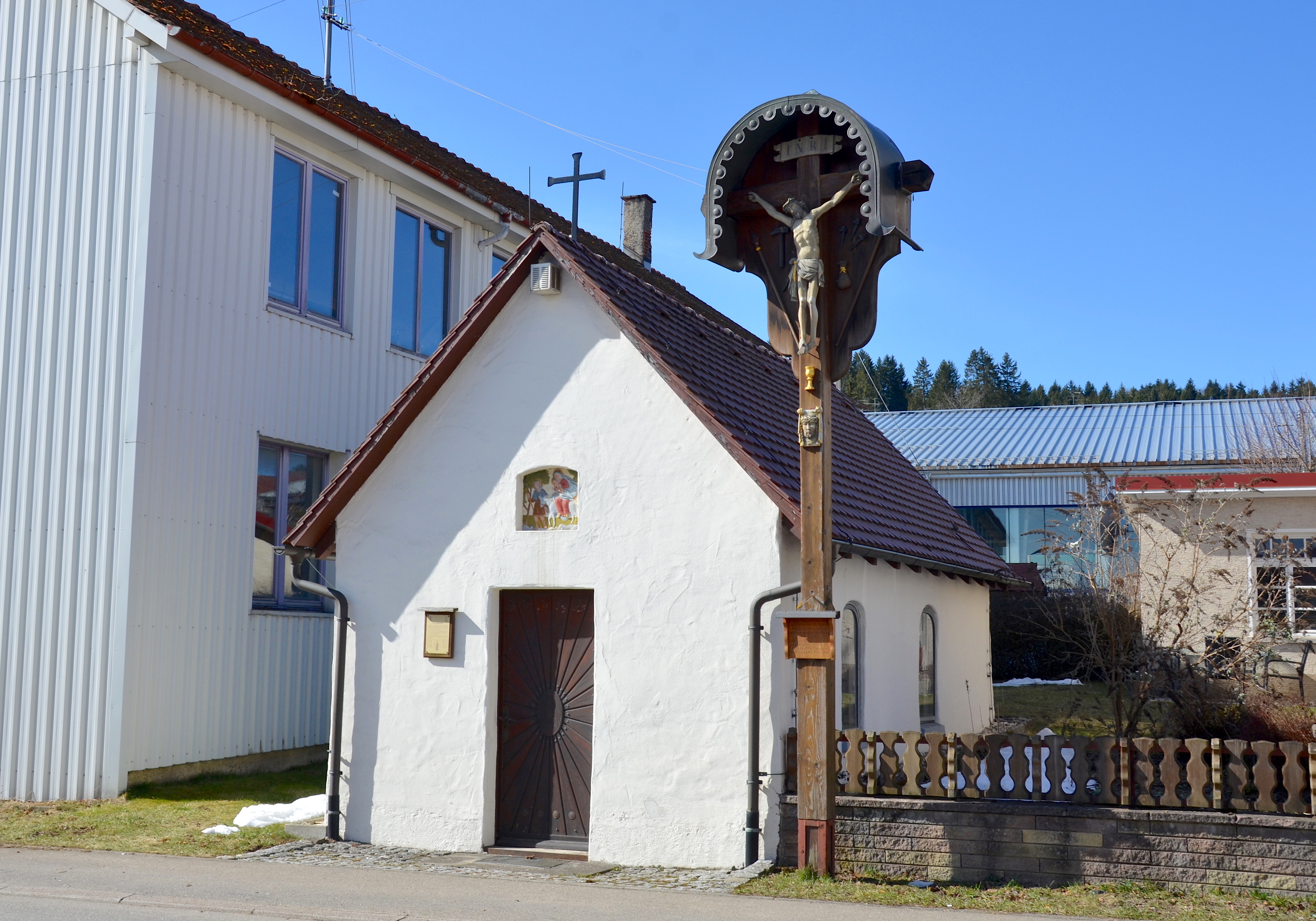
Pilgerhäusle
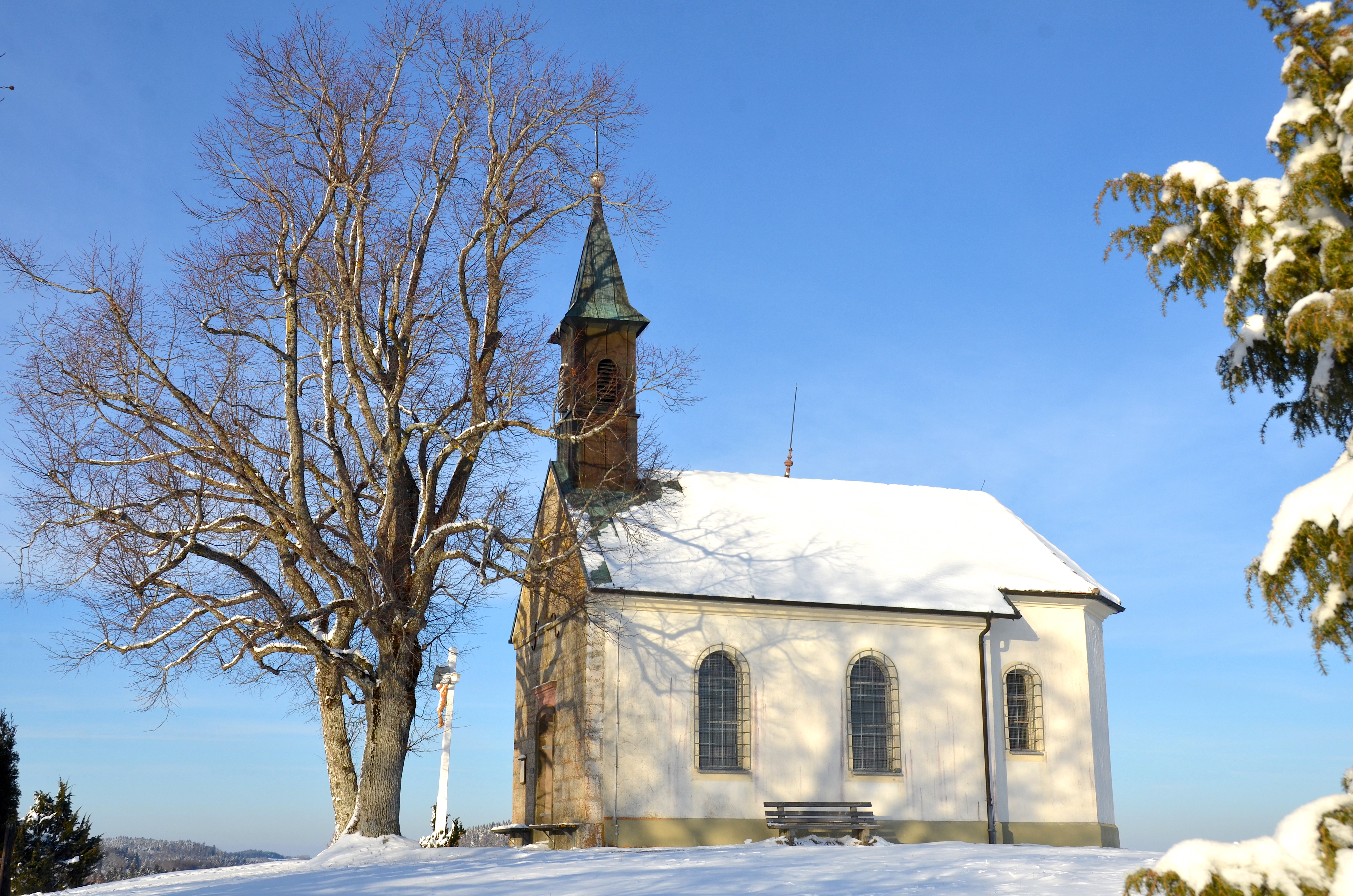
St. Wolfgangskapelle

## Politik

### Gemeinderat
Der Gemeinderat in Obernheim hat zehn Mitglieder. Bei der Kommunalwahl am 9. Juni 2024 wurde der Gemeinderat durch Mehrheitswahl gewählt. Der Bürgermeister ist im Gemeinderat stimmberechtigt. Die Wahlbeteiligung lag bei 71,1 %.

### Bürgermeister
Bürgermeister ist seit dem 1. Juli 2023 Alexander Hofer. Er wurde am 26. März 2023 mit 59,3 Prozent der Stimmen gewählt. Hofer folgte Josef Ungermann nach, der seit Jahresbeginn 2011 amtierte und sein Amt aus gesundheitlichen Gründen zum 31. Dezember 2022 niedergelegt hatte.

## Kultur und Sehenswürdigkeiten

### Sport
Obernheim besitzt ein ausgedehntes Wanderwegenetz, das von der Ortsabteilung des Schwäbischen Albvereins betreut wird. Bereits 1896 wurden die Wege über siebentägige Wanderungen mit Bahnfahrten beworben. Der Schwäbische-Alb-Nordrand-Weg sowie Rundwanderwege und Radwege sind ausgeschildert.

#### Sportstätten

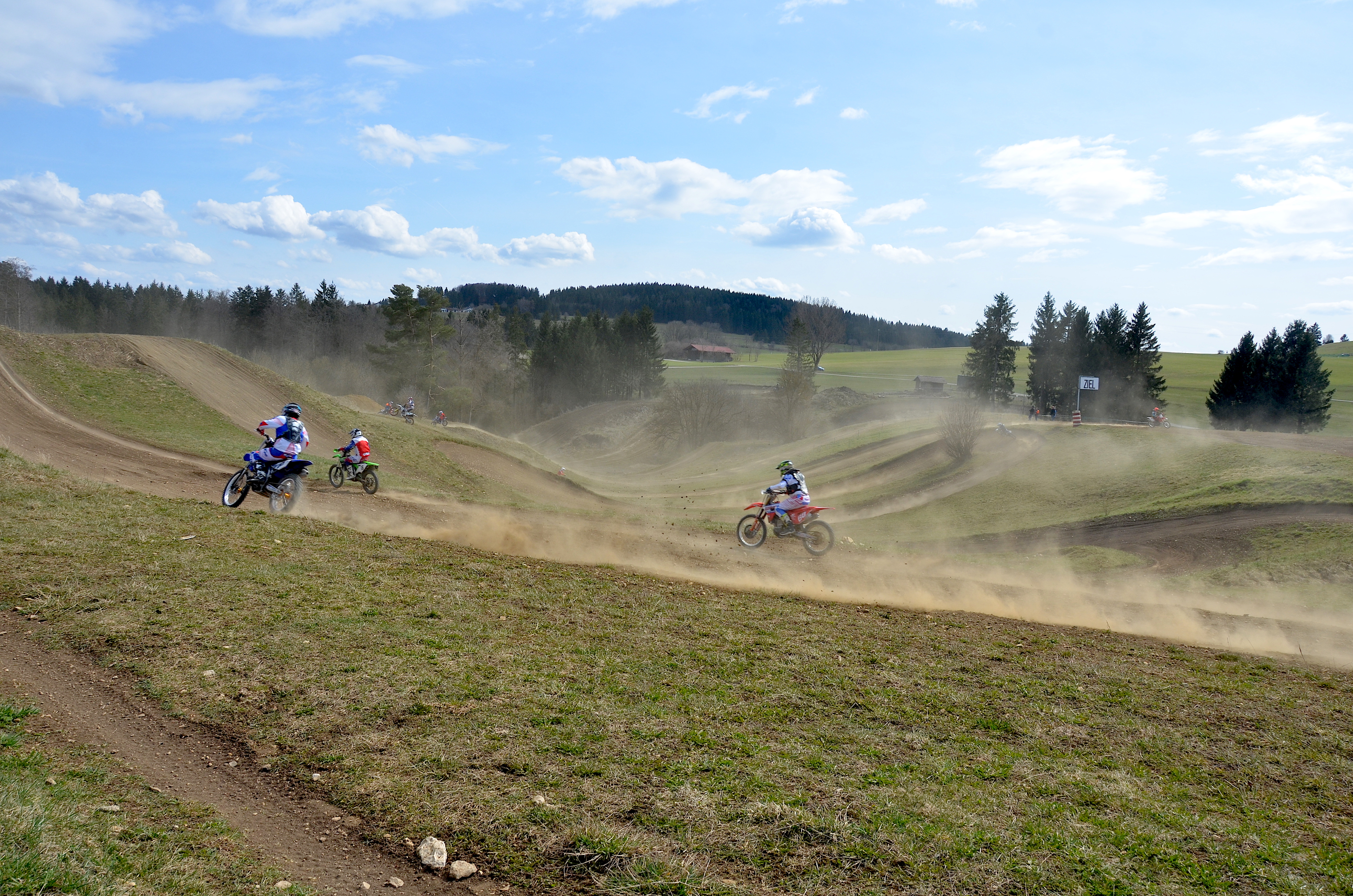
Motocross-Strecke Obernheim

- Loipen am Scheibenbühl und auf der Hochfläche Richtung Tieringen
- Motocrossstrecke
- Skilift am Burgbühl
- Sportplatz mit drei Rasenplätzen
- Tennisanlage mit drei Sandplätzen

#### Bademöglichkeiten
- Hallenbad bei der Grundschule
- Stausee Kohlstatt-Brunnenbach im benachbarten Oberdigisheim

### Sagen
Eine Sage berichtet: Nach der Scheinehe der Wilhelmine von Grävenitz im abgelegenen Schloss Oberhausen bei Tieringen kehrte sie nach Württemberg zurück. Die Geliebte des Landesvaters wollte auch ihren Einfluss in der Evangelischen Kirche geltend machen. Dies misslang ihr bei dem tief religiösen Superintendenten jedoch. Auf ihre Bitte, man möge sie namentlich ins Gebet in der Evangelischen Kirche in Württemberg aufnehmen, soll sie von Pfarrer Osiander folgende Antwort erhalten habe: „Das ist schon der Fall in jedem Gottesdienst und zwar mit den Worten der siebten Bitte des Vaterunsers (‚Erlöse uns von dem Übel‘)“. Seine Lohnzahlung (damals auch über landwirtschaftliche Eigenbetriebe) wurde sofort eingestellt. Der Tieringer Pfarrer, welcher die Trauung vorgenommen hatte, verstarb. Eine Tafel zur Scheinehe befindet sich am Trauf. Der Aussichtspunkt ermöglicht freie Sicht von Obernheim zum Schloss Oberhausen.(48° 11′ 34,53″ N, 8° 50′ 30,95″ O).

### Regelmäßige Veranstaltungen

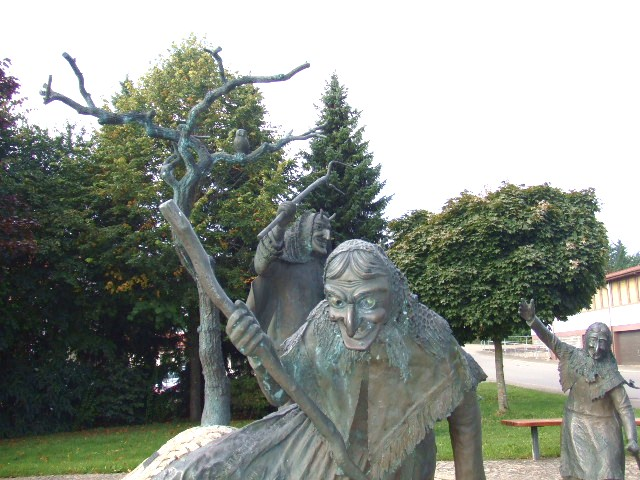
Narrendenkmal „Hexeneck“ in Obernheim

- Schwäbisch-alemannische Fasnet der 1939 gegründeten Hexenzunft Obernheim e. V. (Narrenruf: „O-HO!“)

#### Weihnachtswanderweg
Obernheim erlangte Im Dezember 2020 überregionale Bekanntheit. Während der COVID-19-Pandemie wurden ab Ende November 2020 auf Initiative einer Einwohnerin von der Bevölkerung entlang eines Rundwanderwegs weihnachtliche Stationen aufgebaut. Über 60 verschiedene Stationen waren entlang des etwa 4,5 Kilometer langen Wanderwegs aufgebaut. Berichtet wurde darüber in der regionalen und überregionalen Presse, im Radio und auch im SWR Fernsehen.
Der Weihnachtswanderweg wird seither jährlich zwischen dem ersten Adventswochenende und dem Wochenende um Dreikönig veranstaltet.

## Verkehr
Der Öffentliche Nahverkehr wird durch den Verkehrsverbund Neckar-Alb-Donau (NALDO) gewährleistet. Die Gemeinde befindet sich in der Wabe 335.
Obernheim besaß bis ins Jahr 1966 Bahnanschluss durch den Bahnhof Harras-Obernheim, der rund sechs Kilometer von Obernheim entfernt im Wehinger Ortsteil Harras an der Heubergbahn von Spaichingen nach Reichenbach am Heuberg lag.

## Öffentliche Einrichtungen

### Feuerwehr
Obernheim verfügt über eine Freiwillige Feuerwehr mit eigenen Fahrzeugen. Unterstützt werden sie dabei von den Abteilungen der Feuerwehr Meßstetten.

### Deutsches Rotes Kreuz
Der DRK-Ortsverband Obernheim-Oberdigisheim stellt aktuell die 24-stündige Helfer-vor-Ort-Bereitschaft sicher und wird vom DRK-Kreisverband Zollernalb unterstützt.

## Persönlichkeiten
- Carl Linder (1899–1988), Bankier, wurde in Obernheim geboren
- Christian Gehring (1903–1956), Kulturjournalist und Redakteur, wurde in Obernheim geboren
- Manfred Henne (* 1944), Leichtathlet, Mittelstreckenläufer, wurde in Obernheim geboren
- Kathrin Hitzer (* 1986), Biathletin, wuchs in Obernheim auf